# 雲紋無線鰨
雲紋無線鰨為輻鰭魚綱鰈形目鰨亞目舌鰨科的其中一種，為深海魚類，分布於西大西洋美國紐約至佛羅里達海域，棲息深度239-810公尺，體長可達10公分，棲息在泥底質底層水域，生活習性不明。

## 扩展阅读
維基物種上的相關：雲紋無線鰨